# Isoniitty
Isoniitty är en udde i Finland. Den ligger Pargas stad i landskapet Egentliga Finland, i den södra delen av landet, 160 km väster om huvudstaden Helsingfors.
Terrängen inåt land är platt. Havet är nära Isoniitty västerut.  Närmaste större samhälle är Åbo, 18,3 km nordost om Isoniitty.